# Sajbán Máté
Sajbán Máté (Budapest, 1995. december 19. –) magyar labdarúgó, a Diósgyőr csatára.

## Pályafutása

### Klubcsapatokban
Felnőtt pályafutását Budaörsön kezdte, ahol hat éven keresztül játszott. 180 bajnoki mérkőzésen lépett pályára, és ezeken 62 gólt szerzett.
2019-ben egy idényt eltöltött az elsőosztályú Mezőkövesd csapatánál, de télen kölcsönbe Paksra került, akik később meg is vásárolták a játékjogát.
2023 júniusában a Zalaegerszeg együtteséhez igazolt.
2025. június 24-én bejelentették, hogy a Diósgyőrhöz igazolt.